# Okres Košice II
Der Okres Košice II ist eine Verwaltungseinheit in der Ostslowakei mit 79.934 Einwohnern (2004) und einer Fläche von 81 km².
Er umfasst folgende 8 Ortsteile von Košice:
- Lorinčík
- Luník IX
- Myslava (Deutschendorf)
- Pereš
- Poľov
- Sídlisko KVP
- Šaca
- Západ

## Bevölkerung
| Jahr                | 1994   | 2004    | 2014    | 2024    |
| ------------------- | ------ | ------- | ------- | ------- |
| Anzahl der Personen | 82.110 | 79.934  | 82.479  | 77.914  |
| Unterschied         |        | −2,65 % | +3,18 % | −5,53 % |

| Jahr                | 2023   | 2024    |
| ------------------- | ------ | ------- |
| Anzahl der Personen | 78.385 | 77.914  |
| Unterschied         |        | −0,60 % |

## Kultur
In dem Artikel Denkmalgeschützte Objekte im Okres Košice II findet man Informationen über die vom slowakischen Denkmalamt geschützten Objekte im Okres.